# Montañas Rothaar
Las montañas Rothaar  (alemán: Rothaargebirge, también llamadas Rotlagergebirge, Montañas del Jengibre), o Rothaar, es una cadena montañosa baja que alcanza alturas de hasta 843,1 m en Renania del Norte-Westfalia y Hesse, Alemania.

## Geografía

### Ubicación
El espeso bosque de Rothaar, rico en depósitos minerales, se encuentra (mayormente) en Westfalia entre la Cordillera de Sauerland al norte, la Cordillera de las Tierras Altas (Hesse) (las estribaciones  del Rothaar) al noreste, la Tierra de Wittgenstein al sureste y el Siegerland al suroeste. Las estribaciones sudorientales de la cordillera se encuentran en Hesse, y es la única parte que se encuentra fuera de Westfalia. Se extiende desde el alto Eder y el Lenne desde el Kahler Asten (841 m) al suroeste de la Meseta de Winterberg (Winterberger Hochfläche) unos 30 km al suroeste y desciende abruptamente hacia el oeste, pero mucho menos bruscamente hacia el este.
El Rothaar es una cadena montañosa estrecha, en su mayor parte de más de 600 m que forma una gran parte del Macizo del Rin (Rheinisches Schiefergebirge). El pico más alto de las montañas de Rothgaar es el Langenberg, con 843,1 m. La elevación de otras montañas de la zona es sólo ligeramente inferior, de modo que las montañas individuales que componen la cordillera "apenas se distinguen entre sí".
Las montañas Rothaar son más o menos coincidentes con el Parque Natural de las Montañas Rothaar, algunas de cuyas partes, sin embargo, incluyen  zonas adyacentes.

### Cuerpos de agua

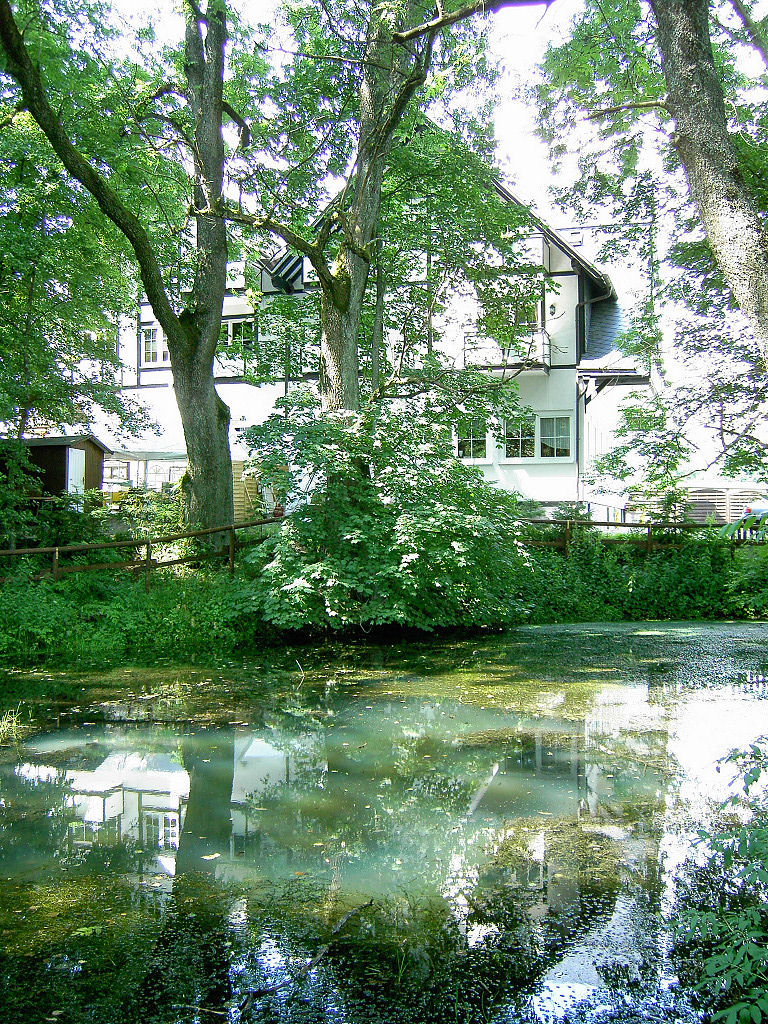
Nacimiento del Lahn

En el norte del Rothaar nacen, entre otros, los ríos Diemel, Lenne, Neger, Nuhne, Odeborn, Orke, Ruhr, Wenne y Wilde Aa. En el sur nacen el Dill, Eder, Ferndorfbach, Ilse, Lahn y Sieg. Sobre la cordillera corre la divisoria de aguas del Rin-Weser. En el suroeste más lejano del Rothaar están las presas de Obernau y Breitenbach.

### Montañas
Entre los picos más conocidos (pero no necesariamente los más altos) del Rothaar, que están formados en parte en pórfido, se encuentran (incluyendo todos los "Achthunderter", u "ochocientos", ordenados por altura):
| - Langenberg (843.1 m) - Hegekopf (842.9 m) - Kahler Asten (841 m) - Clemensberg (838 m) - Ettelsberg (837.7 m) - Hopperkopf (831 m) - Hunau (818 m) | - Ziegenhelle (816 m) - Wallershöhe (812 m) - Bremberg (809 m) - Hillekopf (801 m) - Hoppernkopf (801 m) - Ruhrkopf (696 m) - Sackpfeife (674 m) | - Dreiherrnstein (673 m) - Milsenberg (670 m) - Ederkopf (655 m) - Giller (653 m) - Kindelsberg (617.9 m) |

### Lugares
En las montañas Rothaar y/o el Parque Natural de las montañas Rothaar o sus alrededores se encuentran, entre otros, estos municipios:
| - Malo Berleburg - Malo Laasphe - Biedenkopf - Erndtebrück - Hallenberg | - Hatzfeld - Hilchenbach - Kirchhundem - Kreuztal - Lennestadt | - Medebach - Schmallenberg - Winterberg |